# Jason Maxiell
Jason Dior Maxiell (né le 18 février 1983 à Chicago) est un joueur américain professionnel de basket-ball évoluant au poste d'ailier fort. Maxiell mesure 2,01 mètres et pèse 118 kilos.

## Biographie
Maxiell joue à Newman Smith en High School avant de rejoindre les Bearcats de l'université de Cincinnati. À la fin de la saison 2004-2005, il se présente à la draft 2005 de la NBA.
Il est drafté en 26e position par les Pistons de Détroit. Le 5 juillet 2005, il signe un contrat rookie avec les Pistons.
Le 31 octobre 2008, il signe une prolongation de contrat de quatre ans et 20 millions de dollars avec les Pistons. Il reste sous contrat avec les Pistons jusqu'à la fin de la saison 2012-2013. Le 29 juin 2012, il exerce son option de joueur de 5 millions de dollars et reste à Détroit pour la saison 2012-2013.
Le 18 juillet 2013, il signe avec le Magic d'Orlando un contrat de deux ans et 5 millions de dollars. Le 4 juillet 2014, il est coupé par le Magic.
Le 28 septembre 2014, il signe avec les Hornets de Charlotte. Le 5 février 2015, lors de la victoire des siens contre les Wizards de Washington, il contre sept ballons et établit son record en carrière dans ce domaine.

## Records sur une rencontre en NBA
Les records personnels de Jason Maxiell, officiellement recensés par la NBA sont les suivants :
| Type de statistique        | Saison régulière | Saison régulière                             | Saison régulière               | Playoffs | Playoffs                                 | Playoffs                    |
| Type de statistique        | Record           | Adversaire                                   | Date                           | Record   | Adversaire                               | Date                        |
| -------------------------- | ---------------- | -------------------------------------------- | ------------------------------ | -------- | ---------------------------------------- | --------------------------- |
| Points                     | 28               | Wizards de Washington                        | 11 avril 2008                  | 15       | Cavaliers de Cleveland                   | 24 mai 2007                 |
| Paniers marqués            | 11               | Wizards de Washington                        | 11 avril 2008                  | 7        | Cavaliers de Cleveland                   | 24 mai 2007                 |
| Paniers tentés             | 14               | Hawks d'Atlanta                              | 27 janvier 2012                | 9        | Cavaliers de Cleveland                   | 24 mai 2007                 |
| Paniers à 3 points réussis |                  |                                              |                                |          |                                          |                             |
| Paniers à 3 points tentés  | 1                | 5 fois                                       |                                | 1        | @ Bulls de Chicago                       | 10 mai 2007                 |
| Lancers francs réussis     | 7                | 6 fois                                       |                                | 5        | Cavaliers de Cleveland                   | 31 mai 2007                 |
| Lancers francs tentés      | 11               | SuperSonics de Seattle                       | 17 décembre 2006               | 7        | Cavaliers de Cleveland                   | 26 avril 2009               |
| Rebonds offensifs          | 9                | @ Bucks de Milwaukee                         | 25 mars 2007                   | 6        | Sixers de Philadelphie                   | 20 avril 2008               |
| Rebonds défensifs          | 11               | Cavaliers de Cleveland @ Mavericks de Dallas | 16 mars 2010 1er décembre 2012 | 8        | Magic d'Orlando                          | 3 mai 2008                  |
| Rebonds totaux             | 16               | Rockets de Houston                           | 7 mars 2010                    | 11       | Sixers de Philadelphie                   | 20 avril 2008 29 avril 2008 |
| Passes décisives           | 5                | @ Warriors de Golden State                   | 14 novembre 2007               | 3        | @ Sixers de Philadelphie Magic d'Orlando | 1er mai 2008 5 mai 2008     |
| Interceptions              | 3                | 3 fois                                       |                                | 2        | 6 fois                                   |                             |
| Contres                    | 7                | Wizards de Washington                        | 5 février 2015                 | 3        | 4 fois                                   |                             |
| Balles perdues             | 5                | 3 fois                                       |                                | 2        | 4 fois                                   |                             |
| Minutes jouées             | 44               | @ Warriors de Golden State                   | 14 novembre 2007               | 39       | Sixers de Philadelphie                   | 29 avril 2008               |

- Double-double : 25 (dont 1 en playoffs) (au 05/02/2015)
- Triple-double : aucun.

## Statistiques
En 2005-2006, Maxiell est rookie (1re année NBA) et il joue 25 matchs avec 6,2 minutes de moyenne pour 2,4 points/1,1 rebond/0,2 contre/0,1 interception et 0,1 passe décisive de moyenne.
En 2006-2007, lors de son année sophomore (2e année NBA) il joue 67 matchs avec 14 minutes pour 5 points/3 rebonds/0,9 contre/0,4 interception et 0,2 passe décisive.
En 2007-2008, lors de sa 3e année, il joue 82 matchs avec 21 minutes pour 8 points/5,3 rebonds/1,15 contre/0,3 interception et 0,6 passe décisive.

## Palmarès
- 2x All-Conference USA Second Team (2004, 2005)
- Conference USA Sixth Man of the Year (2002)
- Conference USA All-Freshmen Team (2002)